# Кабанис, Пьер Жан Жорж
Пьер Жан Жорж Кабанис (фр. Pierre Jean Georges Cabanis; 5 июня 1757, Конак, Коррез, — 5 мая 1808, Рюэй) — французский философ

-материалист и врач.

## Биография
Родился в семье адвоката. Ученик Э. Б. де Кондильяка. Диплом врача получил в Реймсе в 1775 году. По своим политическим воззрениям был близок к жирондистам; его друзьями были О. Мирабо и М. Ж. Кондорсе. В эпоху Великой французской революции сыграл большую роль в реорганизации медицинских школ. Свои суждения и предложения о госпитальном деле он изложил в статье «Соображения о больницах», опубликованной зимой 1789—1790 гг. Был председателем сформированной в 1791 году Больничной комиссии, которая отстаивала гуманный подход по отношению к больным и психически больным в частности. Кабанис поддерживал деятельность Ф. Пинеля по освобождению от цепей сумасшедших в Бисетре. Участвовал в перевороте 18 брюмера. В 1803 Кабанис был избран во Французскую академию, после его смерти его академическое «кресло» занял единомышленник Кабаниса, Дестют де Траси. Похоронен в парижском Пантеоне.
Кабанис был также масоном, и входил в масонскую ложу «Девять сестёр».

## Идеи
Материализм и атеизм Кабаниса были менее последовательными и воинствующими, чем у старшего поколения французских материалистов XVIII века. Кабанис утверждал, что мышление — такой же продукт мозга, как секреция поджелудочной железы или печени. Это дало основание считать Кабаниса одним из предшественников вульгарного материализма. Вместе с Антуаном Дестютом де Траси Кабанис был основателем учения об «идеологии» как науке о всеобщих и неизменных законах образования идей. Считал медицину главным средством совершенствования человеческого рода, ибо, воздействуя на тело, можно добиться и изменения духа. Кабанис оказал значительное влияние на развитие медицины и физиологии, в частности в США в XVIII веке. В последние годы жизни склонялся к витализму.

## Сочинения
- Отношения между физическою и нравственною природою человека. СПб., 1865—1866. Т. 1-2.